# Profiles
Profiles je druhé sólové album Nicka Masona, který je známý jako bubeník art rockové skupiny Pink Floyd. Desku vytvořil společně s kytaristou Rickem Fennem. Album vyšlo v létě 1985 (viz 1985 v hudbě).
Zatímco na svém prvním „sólovém“ albu se Mason nijak autorsky nepodílel, pouze jej koprodukoval, hrál na něm a zaštítil jej svým jménem, druhé Masonovo album je již také částečně jeho dílem. Na jeho tvorbě a nahrávání spolupracoval s kytaristou skupiny 10cc Rickem Fennem (rovněž hrajícím s multiinstrumentalistou Mikem Oldfieldem). Na Profiles dále hostuje i několik dalších hudebníků.
Album Profiles se skládá z 11 skladeb, z nichž většina je instrumentálních. Pouze dvě písně jsou zpívané. Na „Lie for a Lie“ účinkuje kytarista a zpěvák Pink Floyd David Gilmour a Maggie Reillyová, zpěvačka spolupracující v první polovině 80. let s Oldfieldem. V písni „Israel“ zpívá Danny Peyronel, klávesista kapely UFO.
V roce 2018 bylo album vydáno jako součást boxsetu Unattended Luggage.

## Seznam skladeb
Všechny skladby napsal(i) Nick Mason a Rick Fenn, pokud není uvedeno jinak. 
| Strana 1 | Strana 1             | Strana 1              | Strana 1 |
| Pořadí   | Název                | Autor                 | Délka    |
| -------- | -------------------- | --------------------- | -------- |
| 1.       | Malta                |                       | 6:00     |
| 2.       | Lie for a Lie        | Fenn, Mason, Peyronel | 3:16     |
| 3.       | Rhoda                |                       | 3:22     |
| 4.       | Profiles Parts 1 & 2 |                       | 9:58     |

| Strana 2       | Strana 2              | Strana 2       | Strana 2 |
| Pořadí         | Název                 | Autor          | Délka    |
| -------------- | --------------------- | -------------- | -------- |
| 1.             | Israel                | Fenn, Peyronel | 3:30     |
| 2.             | And the Adress        |                | 2:45     |
| 3.             | Mumbo Jumbo           |                | 3:53     |
| 4.             | Zip Code              |                | 3:05     |
| 5.             | Black Ice             |                | 3:37     |
| 6.             | At the End of the Day |                | 2:35     |
| 7.             | Profiles Part 3       |                | 1:55     |
| Celková délka: | Celková délka:        | Celková délka: | 44:10    |

## Obsazení
- Nick Mason – bicí, klávesy, perkuse
- Rick Fenn – kytary, klávesy
- Mel Collins – saxofon (6, 7, 9)
- David Gilmour – zpěv (2)
- Maggie Reillyová – vokály (2)
- Danny Peyronel – zpěv (5)
- Craig Pruess – emulátor basů (1)